# Башня WIMZ-FM
Башня WIMZ-FM — это проводная воздушная мачта для передачи радио и телепрограмм в Ноксвилле, штат Теннесси, США.

## О башне
Строительство башни было завершено в сентябре 1963 года, и в тот момент она стала самым высоким сооружением в мире. На сегодняшний день башня принадлежит Южным центральным коммуникациям. Первоначально башня использовалась для телевизионного вещания WBIR. В настоящее время в башне находится радиостанция WIMZ. Антенна находится на холме высотой 479 м. Высота самой башни — 534,01 м.